# Potencial interatòmic

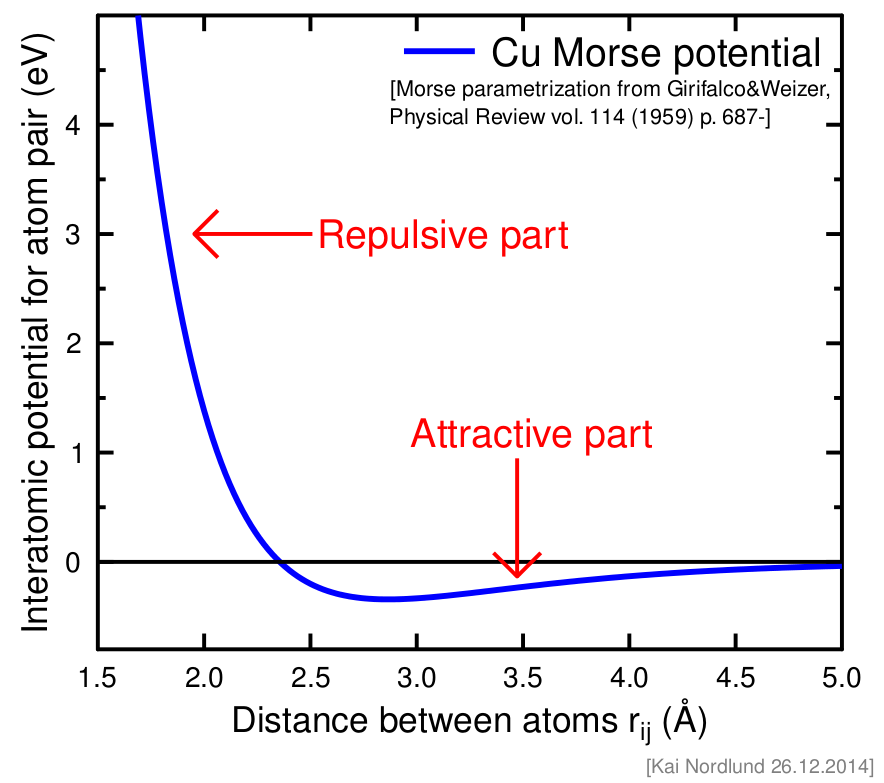
Forma típica d'un potencial de parell interatòmic.

Els potencials interatòmics són funcions matemàtiques per calcular l'energia potencial d'un sistema d'àtoms amb posicions determinades a l'espai. Els potencials interatòmics s'utilitzen àmpliament com a base física de les simulacions de mecànica molecular i dinàmica molecular en química computacional, física computacional i ciència de materials computacionals per explicar i predir les propietats dels materials. Exemples de propietats quantitatives i fenòmens qualitatius que s'exploren amb potencials interatòmics inclouen paràmetres de gelosia, energies superficials, energies interfacials, adsorció, cohesió, expansió tèrmica i comportament de materials elàstics i plàstics, així com reaccions químiques.

## Forma funcional
Els potencials interatòmics es poden escriure com una expansió en sèrie de termes funcionals que depenen de la posició d'un, dos, tres, etc. àtoms alhora. Aleshores, el potencial total del sistema {\displaystyle \textstyle V_{\mathrm {} }} es pot escriure com
{\displaystyle V_{\mathrm {} }=\sum _{i=1}^{N}V_{1}({\vec {r}}_{i})+\sum _{i,j=1}^{N}V_{2}({\vec {r}}_{i},{\vec {r}}_{j})+\sum _{i,j,k=1}^{N}V_{3}({\vec {r}}_{i},{\vec {r}}_{j},{\vec {r}}_{k})+\cdots }
Aquí {\displaystyle \textstyle V_{1}} és el terme d'un sol cos, {\displaystyle \textstyle V_{2}} el terme de dos cossos, {\displaystyle \textstyle V_{3}} el terme de tres cossos, {\displaystyle \textstyle N} el nombre d'àtoms del sistema, {\displaystyle {\vec {r}}_{i}} la posició de l'àtom {\displaystyle i}, etc. {\displaystyle i}, {\displaystyle j} i {\displaystyle k} són índexs que fan un bucle sobre les posicions dels àtoms.
Tingueu en compte que en cas que el potencial de parell es doni per parell d'àtoms, en el terme de dos cossos el potencial s'hauria de multiplicar per 1/2, ja que, en cas contrari, cada enllaç es comptarà dues vegades, i de manera similar el terme de tres cossos per 1/6. Alternativament, la suma del terme parell es pot restringir als casos {\displaystyle \textstyle i<j} i de la mateixa manera per al terme de tres cossos {\displaystyle \textstyle i<j<k}, si la forma potencial és tal que és simètrica respecte a l'intercanvi de la {\displaystyle j} i {\displaystyle k} índexs (pot ser que no sigui el cas de potencials per a sistemes multielementals).
El terme d'un sol cos només té sentit si els àtoms es troben en un camp extern (per exemple, un camp elèctric). En absència de camps externs, el potencial {\displaystyle V} no hauria de dependre de la posició absoluta dels àtoms, sinó només de les posicions relatives. Això vol dir que la forma funcional es pot reescriure en funció de les distàncies interatòmiques {\displaystyle \textstyle r_{ij}=|{\vec {r}}_{i}-{\vec {r}}_{j}|} i angles entre els enllaços (vectors als veïns) {\displaystyle \textstyle \theta _{ijk}}. Aleshores, en absència de forces externes, esdevé la forma general
{\displaystyle V_{\mathrm {TOT} }=\sum _{i,j}^{N}V_{2}(r_{ij})+\sum _{i,j,k}^{N}V_{3}(r_{ij},r_{ik},\theta _{ijk})+\cdots }
En el terme de tres cossos {\displaystyle \textstyle V_{3}} la distància interatòmica {\displaystyle \textstyle r_{jk}} no és necessari des dels tres termes {\displaystyle \textstyle r_{ij},r_{ik},\theta _{ijk}} són suficients per donar les posicions relatives de tres àtoms {\displaystyle i,j,k} en l'espai tridimensional. Qualsevol terme d'ordre superior a 2 també s'anomena potencials de molts cossos. En alguns potencials interatòmics, les interaccions de molts cossos estan incrustades en els termes d'un potencial de parell (vegeu la discussió sobre els potencials d'ordre d'enllaç i de tipus EAM a continuació).
En principi, les sumes de les expressions corren per sobre de tot {\displaystyle N} àtoms. Tanmateix, si el rang del potencial interatòmic és finit, és a dir, els potencials {\displaystyle \textstyle V(r)\equiv 0} per sobre d'alguna distància de tall {\displaystyle \textstyle r_{\mathrm {cut} }}, la suma es pot restringir als àtoms dins de la distància de tall els uns dels altres. Utilitzant també un mètode cel·lular per trobar els veïns,  l'algorisme MD pot ser un algorisme O(N). Els potencials amb un rang infinit es poden resumir de manera eficient mitjançant la suma d'Ewald i els seus desenvolupaments posteriors.

## Càlcul de força
Les forces que actuen entre els àtoms es poden obtenir mitjançant la diferenciació de l'energia total respecte a les posicions dels àtoms. És a dir, aconseguir la força sobre l'àtom {\displaystyle i} s'ha de prendre la derivada tridimensional (gradient) del potencial {\displaystyle V_{\text{tot}}} respecte a la posició de l'àtom {\displaystyle i} :
{\displaystyle {\vec {F}}_{i}=-\nabla _{{\vec {r}}_{i}}V_{\mathrm {TOT} }}
Per a potencials de dos cossos aquest gradient es redueix, gràcies a la simetria respecte a {\displaystyle ij} en la forma potencial, a una diferenciació directa respecte a les distàncies interatòmiques {\displaystyle \textstyle r_{ij}}. Tanmateix, per a potencials de molts cossos (tres cossos, quatre cossos, etc.) la diferenciació es fa considerablement més complexa ja que el potencial pot deixar de ser simètric respecte a {\displaystyle ij} intercanvi. En altres paraules, també l'energia dels àtoms {\displaystyle k} que no són veïns directes de {\displaystyle i} pot dependre de la posició {\displaystyle \textstyle {\vec {r}}_{i}} a causa de termes angulars i altres de molts cossos i, per tant, contribueixen al gradient {\displaystyle \textstyle \nabla _{{\vec {r}}_{k}}}.